# Resolució 2323 del Consell de Seguretat de les Nacions Unides
La Resolució 2323 del Consell de Seguretat de les Nacions Unides fou adoptada per unanimitat el 13 de desembre de 2016. El Consell va ampliar el mandat de la Missió de Suport de les Nacions Unides a Líbia (UNSMIL) fins al 15 de setembre de 2017.

## Context
Rússia va manifestar que hauria preferit una extensió de només sis mesos donat el lent progrés a Líbia i en previsió del retorn de la UNSMIL al país, i va considerar que altres països eren massa optimistes respecte a la situació. En canvi, països com el Regne Unit, els Estats Units i França van destacar la importància d'una comunitat internacional unida per donar suport a Líbia.

## Contingut
La situació humanitària a Líbia va continuar empitjorant. Hi havia hagut diverses reunions de països, organitzacions internacionals i autoritats líbies, expressant el seu suport continu a Líbia i al seu govern d'acord nacional per promoure el procés polític i la transició democràtica. També es va decidir augmentar la producció de petroli, de manera que hi havia diners per satisfer les necessitats de la població.
El mandat de la missió de la UNSMIL es va estendre fins al 15 de setembre de 2017. La missió havia de recolzar, entre altres coses, al govern libi, el procés polític i l'assistència humanitària. La missió també havia d'ajudar amb el control del tràfic d'armes al país.